# マカロニサラダ

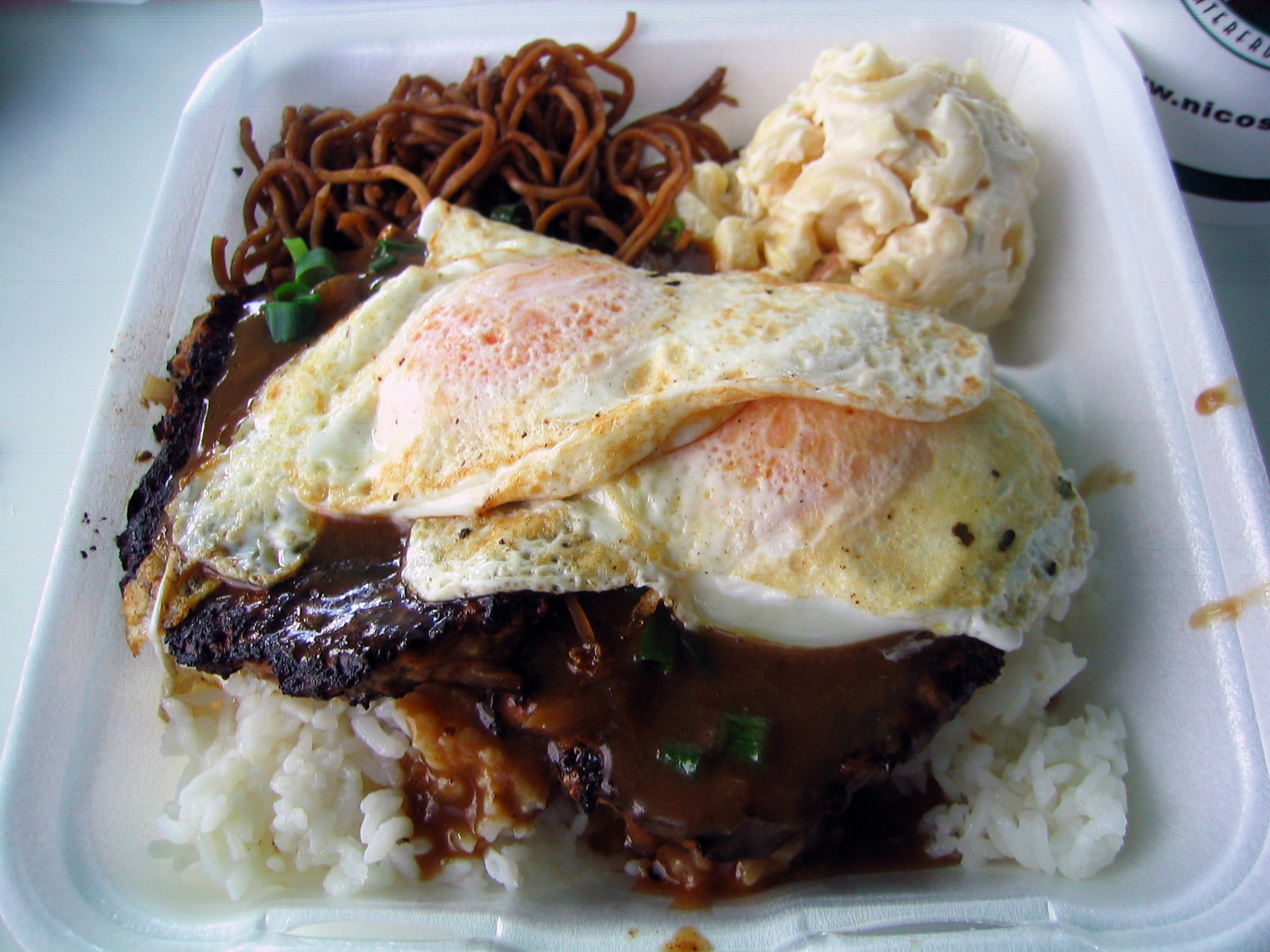
ハワイのプレートランチでロコモコに添えられたマカロニサラダ（右上）

マカロニサラダ（英: macaroni salad）とは、茹でたマカロニを用いたサラダである。パスタサラダ（en）の一種。通常はマヨネーズで和え、冷たくして食べる。ポテトサラダ等と同様に、付け合わせなどに用いることが多い。
国や地域による差はあり、アメリカ合衆国では概ね、おろしたニンジンや細かく刻んだ生のタマネギ、セロリなどと合わせ、塩と胡椒で味付けされる。バーベキュー等の付け合せやアントレとして提供される。
日本ではゆで卵、短冊切りのハム、薄切りのキュウリ、ニンジン、キャベツ、リンゴ、缶詰のウンシュウミカンなどを混ぜて供する。スーパーマーケット等で売られる惣菜では、マヨネーズ以外にコクを出すためにサラダ油を加えることが多い。塩を中心とした単純な味付けであり、コショウのみで香味を出すため、古朴な味である。そのため、好みによりウスターソースやしょうゆをかけて食べる。
ハワイでは、マカロニサラダは「マックサラダ」と呼ばれ、プレートランチにしばしば付け合せられる。
なお、マカロニではなく、フジッリなど他のショートパスタもサラダに用いることがある。オーストラリアでは、貝殻パスタで作られるパスタサラダが一般的で、Mrs Crockets等のスーパーマーケットで惣菜として売られている。

## マカロニサラダの日
キユーピーグループに属する会社で、東京都調布市に本社を置き、サラダ、総菜、麺とパスタ、デザートなどの食品を製造・販売するデリア食品株式会社が2017年（平成29年）に制定。
日付は「マカロニサラダ」の主材料であるマカロニの形が数字の1に似ていることから、1が「サ・ラ・ダ」と3つ並ぶ1月11日に。幅広い世代に愛されている「マカロニサラダ」の魅力をさらに多くに人に知ってもらい、「マカロニサラダ」を日本の食卓に定着させることが目的。